# Billiger.de
billiger.de ist ein deutsches Online-Preisvergleichsportal. Die Website wird vom Unternehmen solute GmbH betrieben, war von 2007 bis 2009 Teil der Firmengruppe ProSiebenSat.1 Media und ist jetzt eine 91-%-Beteiligung einer Verlagsgruppe von Verzeichnisverlagen. billiger.de ist und war bislang das einzige Internetprojekt der solute GmbH. Die Firma ist seit ihrer Gründung 2004 in Karlsruhe ansässig. Als erstes und einziges Preisvergleichsportal national und international erhielt es von 2007 bis 2012 das Safer-Shopping-Siegel des TÜV Süd. Von 2012 bis 2015 übernahm der TÜV Rheinland einen Website-Check.

## Unternehmensgeschichte
Die Firma solute wurde am 4. März 2004 von Urs Keller und Lars Bauer gegründet. Die Eintragung ins Handelsregister erfolgte am 18. März 2004.
Urs Keller war davor leitender Manager des Portals Web.de gewesen, woran er seine Agentur websolute new media AG im Jahr 2000 verkauft hatte.
Bis 2009 war Urs Keller auch Geschäftsführer, verließ die Firma aber 2009, um sich anderen Geschäftsfeldern zu widmen. Lars Bauer blieb bei solute bis zum 27. Mai 2010 Geschäftsführer, blieb danach als Gesellschafter erhalten. Lorenz Petersen, der seit 2005 die Bereiche Business Development und Online-Marketing verantwortete, ist laut Beschluss der Gesellschafterversammlung vom 29. Juni 2009 einzelvertretungsberechtigter Geschäftsführer.
Mit notariell beurkundetem Kaufvertrag vom 18./19. Dezember 2008 erwarb nach Zustimmung des Bundeskartellamtes die solute holding GmbH & Co KG, Hannover, ein Konsortium von elf Verlagen, unter ihnen der Verlag Heinz Heise, 91 % der Anteile der solute GmbH.
Die solute holding GmbH und Co. KG ist die Muttergesellschaft der solute GmbH, an die die Anteile der solute GmbH von der ProSiebenSat1 Media AG verkauft wurden. Inzwischen sind an der solute holding 37 Verlage beteiligt, größter Anteilseigner ist die DeTeMedien. Die Deutsche Telekom AG ist über DeTeMedien an der solute GmbH beteiligt.
Übrige Anteile verblieben weiterhin bei Altgesellschaftern. Seit April 2010 beschäftigt billiger.de Mitarbeiter in Bulgarien über eine Personalleasing-Gesellschaft. Filialen in anderen Ländern existieren nicht mehr.
Seit Juli 2015 betreibt die solute gmbh ein Büro in Leipzig. Im April 2017 wurde ein weiterer Standort in Dresden gegründet.
Zudem vermeldete das Unternehmen im Dezember 2016 den Kauf des Internet-Portals shopping.de aus der Insolvenzmasse des Unister-Konzerns.

### Domain billiger.de
Urs Keller besaß die Domain billiger.de schon seit 1997 und beschloss sich mit dem Preisvergleichsportal selbständig zu machen, als sich 2003/2004 abzuzeichnen begann, dass das E-Commerce-Geschäft boomen würde. Zuerst war die solute GmbH eigenständig. Im Februar 2005 startete billiger.de als erstes Portal aus dem Bereich als Experiment eine Kooperation mit SevenOne Intermedia, eine Tochterfirma der Firmengruppe ProSiebenSat.1 Media, die das Preisvergleichsportal durch gezielte TV-Kampagnen in deren firmeneigenen Sendern ProSieben, Sat.1, Kabel eins und n24 deutschlandweit bekannt machten, um so Synergieeffekte im Internetbereich zu gewinnen.
Am 1. Februar 2007 wurde solute GmbH zu 74,8 % von ProSiebenSat.1 Media übernommen, da diese laut Zitat Spiegel Online seine angestrebte Position als "einer der größten Internet-Anbieter" weiter ausbauen wollte, der Rest verblieb bei den Altgesellschaftern. 2008 expandierte billiger.de unter dem Namen Miniprice bzw. Miniprix ins Ausland und eröffnete Preisvergleichsportale in Frankreich, Italien und Spanien.

## Struktur und Funktionsprinzip
Struktur und Funktionsprinzip sind bei billiger.de ähnlich wie bei anderen Preisvergleichsplattformen. Der Umsatz ist vom Suchmaschinenmarketing abhängig, da diese direkten Einfluss auf die Anzahl der Besucher haben, die die Seiten besuchen. Ein tatsächlicher grundsätzlicher objektiver und neutraler Vergleich zwischen allen möglichen billigen Preisangeboten des Internets in Form einer Überparteilichkeit, anders als in Werbung oft suggeriert, findet nicht statt, da die Portale nur Händler abbilden, mit denen vorher Verträge abgeschlossen wurden.
billiger.de bildet ebenfalls auf seiner Seite ausschließlich Produktvergleiche mit Online-Händlern ab, die vertraglich mit ihnen verbunden sind. Um Kunden zu gewinnen, betreibt billiger.de unterschiedliche Marketingkampagnen und leitet den Betreibern der Onlineshops hierdurch indirekt Kundschaft weiter. Somit stellt eine Suche nach der von billiger.de im Namen angestrebten Prämisse nach dem billigeren Angebot vor anderen Anbietern stets eine von ihnen gesteuerte Auswahl und nie das gesamte erreichbare Angebot des nationalen oder internationalen Online-Shop-Kontingents dar. Shops, die nicht vertraglich mit billiger.de verbunden sind, werden von der internen Suchmaschine der Preisvergleichsplattform nicht berücksichtigt und tauchen in den Angebotsanzeigern auch nicht auf.
Die Händler müssen versichern, keine Produkte einzustellen, die Gewalt- oder Kriegsverherrlichung, Volksverhetzung oder ähnliche Inhalte zum Thema haben. Auch erotische oder pornografische Inhalte werden abgelehnt, ebenso wie Angebote, die gegen das Arzneimittel-, Betäubungs- und Waffengesetz verstoßen. Nach der Registrierung des Onlineshops im Partnerbereich wird ein Partnerantrag erzeugt, der unterschrieben an die solute gmbh zurückgeschickt werden muss (per Brief oder Fax). Nach der Prüfung und der Freigabe durch die solute gmbh kommt der Vertragsabschluss zustande und die Zugangsdaten zum Händlerbereich werden verschickt. Dort müssen die Händler ihre Stammdaten inklusive Link zum Produktdatenfeed (Produktdaten-Datei) vervollständigen. Die für die Listung erforderlichen Felder in der Angebotsdatendatei sind vergleichbar mit denen von anderen Preisvergleichportalen.
Binnen eines Werktages erhält der Shop persönliche Zugangsdaten und einen Account. Dort muss sich der Händler einloggen und die Angaben zu seinen Produkten vervollständigen. In der Regel wird der Shop vierzehn Tage nach Vervollständigung freigeschaltet. Die Daten des Produktes werden inklusive Deeplink auf die Produktseite des Partnershops, auf das Portal gestellt. Die Besucher der Seite werden kostenfrei auf die mit der Plattform verbundenen Online-Shops weitergeleitet, Abrechnungsmodus läuft über eine interne Zählung der Klicks auf das Produkt und Weiterleitung auf die Partnerseite. Der Vertragsshop erhält pro Kalendermonat mit der Abrechnung eine statistische Auswertung der Klickanzahlen.
Die Klicks werden durch interne Tools überprüft, so gelangen computergenerierte Klicks, z. B. durch Bots nicht in die Statistik. Auch Klicks von ein und derselben IP innerhalb von 60 Sekunden mit identischem Server auf ein bestimmtes Produkt werden ausgefiltert und nicht gezählt. Der Zählmechanismus wird von drei verschiedenen Systemen in Echtzeit überprüft.
Über einen kategorienspezifischen Filter können die Nutzer durch ihre Auswahl nach Marke, Preis, Ausstattung usw. gezielt auf eine Auswahl der angebotenen Produkte der einzelnen Händler zugreifen. Die Shopbetreiber können die Zugriffsrate der Nutzer, die über das Preisvergleichsportal zu ihnen geführt wurden, über interne Statistiktools messen.
billiger.de hatte im Geschäftsjahr 2010 über 3600 Onlineshops unter Vertrag.
Ein weiteres Tool, das billiger.de anbietet, ist der Sparberater. Der Sparberater ist im Gegensatz zu den Statistiktools, die B2B-Programme sind, ein B2C-Add-on, welches vom Kunden heruntergeladen werden kann und den Preisvergleich erleichtern soll, in dem es beim Anklicken auf ein Produkt, das Produktangebot innerhalb Angebotsseiten in anderen Onlineshops und Google-Suchergebnisseiten prüft und anzeigt, ob dieses im Produktpool noch günstiger angeboten wird. Laut Eigenaussage findet während der Benutzung des Tools weder Tracking noch Datenaustausch mit den Shopbetreibern statt. Der Sparberater wurde am 29. Juli 2011 mit einem Zertifikat der TÜV Saarland Gruppe für geprüfte Software zertifiziert. Das Zertifikat war bis zum 31. Juli 2012 gültig und muss jährlich erneuert werden.

## Marktposition und Ranking
Laut AGOF verfügte billiger.de in dem Zählzeitraum November 2013 über eine Reichweite von 2,38 Millionen Besuchern und gehörte damit zu den meistgeklickten Preisvergleichsdiensten Deutschlands.
Laut IVW stand das Portal im Klickrank auf dem zweiten Platz hinter idealo.de und vor ciao.de.
Laut Alexa Internet stand die Seite im Vergleich mit anderen Preisvergleichsplattformen deutschlandweit auf dem dritten Rang nach ciao.de und idealo.de.
In einem Vergleich der Online-Testplattform Getestet.de im Juni 2011 kam billiger.de mit der Note 1,8 auf den 2. Platz nach idealo.de mit der Note 1,7 und vor guenstiger.de mit der Note 1,9.
Laut der 37. Studie des Marktforschungsinstituts Fitkau & Maaß belegte billiger.de bis zum Herbst 2013 mit 89,7 % die Position des "bekanntesten Preisvergleichsportal in Deutschland" vor guenstiger.de mit 86,2 % und preisvergleich.de mit 74,4 % und rangiert mit 53,2 % auf Platz zwei der "meistgenutzten Preisvergleiche im deutschsprachigen Raum" hinter guenstiger.de mit 53,1 % und vor preisvergleich.de mit 43,0 %.

## Sonstiges Engagement
billiger.de unterstützt mit Kauf-Sonderaktionen soziale und karitative Einrichtungen, wie die Bahnhofsmission, Stadtbibliothek Duisburg, Stadtbibliothek Essen oder den Stadtjugendausschuss Karlsruhe.

## Auszeichnungen
- DMMA OnlineStar 2010, 2011, 2012 & 2013 in der Kategorie „Beste Vergleichsseite“
- CyberChampions Award 2009[42]

## TÜV-Siegel
- seit 2012 Website-Check des TÜV Rheinland
- 2007 bis 2012 Safer-Shopping-Siegel des TÜV Süd für Qualität, Sicherheit und Transparenz[43]
- seit dem 29. Juli 2011 ein Zertifikat des TÜV Saarland für geprüfte Software, für die Software Sparberater[26]